# Пиетиля, Тууликки
И́да Хе́лми Ту́уликки Пи́етиля (фин. Ida Helmi Tuulikki Pietilä; 18 февраля 1917, Сиэтл, США — 23 февраля 2009, Хельсинки, Финляндия) — финская художница, отмеченная высшей наградой страны для деятелей искусства — медалью «Pro Finlandia» (1963), профессор (1982), партнёрша и возлюбленная писательницы  и художницы Туве Марики Янссон.

## Биография
С 1933 по 1936 год обучалась в художественной школе в Турку, а с 1936 по 1940 год — в Академии искусств в Хельсинки.
С 1945 по 1949 год совершенствовала своё мастерство в  художественном колледже «Констфак» в Стокгольме, а с 1949 по 1953 год — в Художественной академии в Париже у Фернана Леже. Во время учёбы познакомилась с Туве Янссон.
Пиетиля в течение многих лет работала в Академии искусств в Хельсинки, а позже писала учебные книги.

### Личная жизнь
С 1956 года была постоянной партнёршей Туве Янссон, с которой прожили вместе 45 лет. Долгое время им удавалось скрывать свои отношения, о которых они открыто рассказали на пресс-конференции лишь в 1993 году.
Тууликки стала прототипом созерцательной и философской Туу Тикки из повести Янссон «Волшебная зима» — факт, которым Пиетиля очень гордилась. Не единожды в интервью она говорила: «Вы знаете, что Туу Тикки — это я? Туве списала этот персонаж с меня».
По завещанию Янссон именно Пиетиля унаследовала недвижимость, которой владели женщины (две квартиры в Хельсинки и остров Кловахарун).

## Выставки
Первая выставка работ художницы состоялась в Турку в 1935 году (первая персональная выставка — в 1951 году). Она также принимала участие в нескольких выставках за рубежом.
- 2017 — персональная выставка в Атенеуме (Хельсинки, 1 марта — 9 апреля)[8]